# Manola Diez
Manola Diez, właściwie Manola Fernández Díez de Pinos (ur. 28 czerwca 1974 w Monterrey) – meksykańska aktorka.
Znana z serialu Zbuntowani, gdzie wcieliła się w rolę Pepy (pracownica i przyjaciółka Almy Rey - mamy Roberty).

## Filmografia
- 2004–2006: Zbuntowani (Rebelde) jako Pepa
- 2002–2003: Clase 406 jako Violeta (2002)
- 2000: Mała księżniczka (Carita de ángel) jako Carmina
- 2000: Locura de amor jako Melissa
- 1998: Paloma (Preciosa) jako Ines
- 1998–1999: Soñadoras